# I Was Made to Love Her (singolo)
I Was Made to Love Her è una canzone del 1967 registrata da Stevie Wonder per l'etichetta Tamla e scritta da Wonder, Sylvia Moy, Henry Cosby e Lula Hardaway. Fu estratta come primo singolo dall'album I Was Made to Love Her
Il singolo raggiunse la seconda posizione nella Billboard Hot 100 e trascorso quattro settimane non consecutive alla vetta della classifica Billboard Hot Rhythm & Blues Singles, oltre ad ottenere buoni piazzamenti anche in alcune classifiche europee.

## Cover
Della canzone ne fu registrata una cover nello stesso anno di pubblicazione del singolo originale da parte dei The Beach Boys per l'album Wild Honey. anche Jimi Hendrix ne interpretò una propria versione insieme allo stesso Wonder. Nel 1998 Whitney Houston l'ha reinterpretata con il titolo I Was Made to Love Him nell'album My Love Is Your Love. Più recentemente la canzone è stata registrata anche dai Boyz II Men.

## Tracce
7" Single
1. I Was Made to Love Her
2. Hold Me

## Classifiche
| Classifica (1967)      | Posizione più alta |
| ---------------------- | ------------------ |
| U.S. Billboard Hot 100 | 2                  |
| U.S. R&B Chart         | 1                  |
| Regno Unito            | 5                  |
| Norvegia               | 9                  |